# Вільнюська ратуша

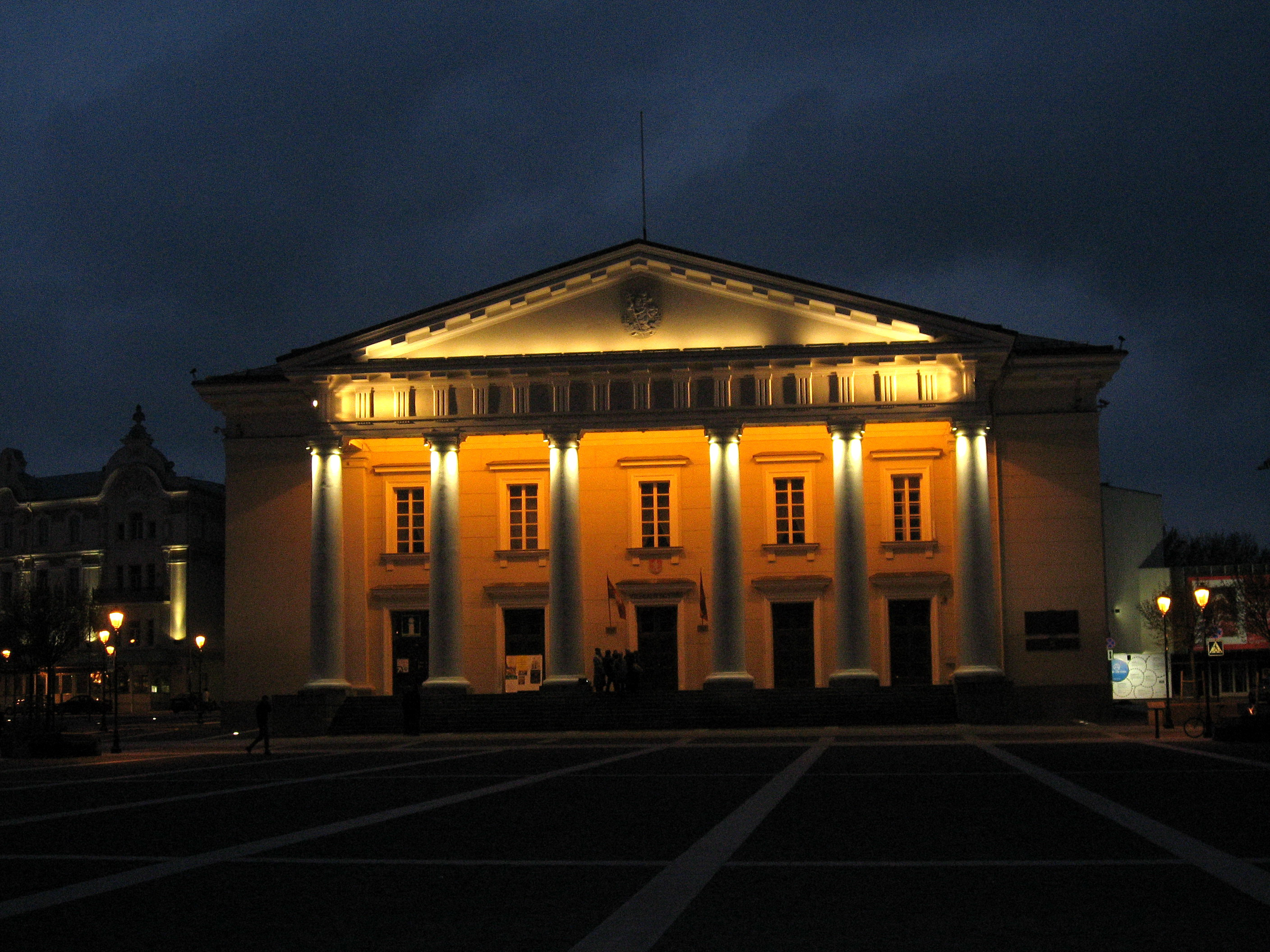
Ратуша у Вільнюсі

Ві́льнюська ра́туша (лит. Vilniaus rotušė, пол. ratusz w Wilnie) — пам'ятка архітектури, видатна громадська будівля в стилі класицизму; пам'ятка архітектури всесоюзного значення в радянський період. Розташовується на Ратушній площі Старого міста Вільнюса (Didžioji g. 31), виконуючи функції репрезентативного приміщення протокольних міських церемоній і заходів, урочистих засідань, святкувань державних свят, прийомів делегацій.

## Історія
Ратуша збудована магістратом на ринковій площі в центрі Старого міста, на перехресті торгових шляхів, згадується в джерелах XVI століття. Побутує думка, що ратуша була заснована в кінці XIV століття по привілею Ягайла. На плані міста 1576 року ратуша виглядає досить великою для того часу спорудою з куполом і високою гостроверхою баштою. Мабуть, перша ратуша мала готичні форми (у підвалі в східній частині нинішньої будівлі збереглися приміщення часів Ягайла, якщо не ранішої пори) і високу ренесансову башту.
До середини XIX століття ратуша була зосередженням економічного, суспільного, політичного і частково культурного життя Вільна, граючи велику роль в житті міста. У ратуші розташовувалося міське самоврядування (обраний городянами магістрат) і проходили його засідання, на яких ухвалювалися найважливіші для міського життя рішення. Крім 24 бургомістрів і ради магістрату з 24 радників (обов'язки виконували по черзі протягом року два бургомістри і чотири радники) і призначеного князем війта, в ратуші служили посадові особи, які розбирали скарги і тяжби, вели прибутково-видаткові книги, стягували податки і штрафи. На утриманні магістрату знаходилися озброєна охорона, глашатай для оголошення ухвал жителям, кат для виконання смертних вироків, годинникар для нагляду за баштовим годинником, дзвонар, який сповіщав про прибуття почесних гостей, пожежжі та інші небезпеки, смерть особливо поважних городян. У приміщенні ратуші була в'язниця, зберігалися міська казна, архіви, зброя, еталони вагів та мір.
Ратуша постраждала під час спустошливих пожеж 1748 і 1749 років. Ремонт ратуші, її прибудов і башти (на той час її висота досягала 44,85 м) тривав декілька років і потребував чималих засобів. В середині XVIII століття ратушу реконструювали Іоганн Крістоф Глаубіц і Томаш Русселі. У 1781 році відремонтована восьмикутна башта з годинником, дзвонами, флюгером у вигляді Погоні звалилася, пошкодивши частину будівлі ратуші.
Міський магістрат ухвалив рішення знести стару будівлю і на його місці збудувати нову. Був обраний один з трьох проектів (найскромніший) архітектора Лаурінаса Стуоки-Гуцявічюса. За його задумом в новій будівлі використовувалися частина міцних стін і підвали старої будівлі. Будівництво почалось в 1788 році, йшли поволі і з перервами через політичні події (війни, розділи Речі Посполитої, повстання Тадеуша Костюшко). Воно завершилось у 1799 році.

### Театр у ратуші
З початку XIX століття в новій будівлі ратуші, одному з найкрасивіших в місті, влаштовувалися бали (двічі, в 1815 і 1822 роках, на честь імператора Олександра I), спектаклі, концерти. Тут виконувалася ораторія Гайдна «Сотворення світу» (1809, 1817), виступав відомий скрипаль-віртуоз Кароль Ліпінський (1822, 1839), співала знаменита співачка Анджеліка Каталані.
З 1810 року в ратуші діяв (з перервами) польський театр. З 1845 року в будівлі ратуші розташовувався міський театр (драматичні спектаклі і водевілі ставилися на польській і російській мовах). Для його потреб будівля перебудовувалася. У 1854 році тут відбулася прем'єра опери Станіслава Монюшко «Галька»; композитор сам диригував оркестром. У 1906 році в будівлі колишньої ратуші відбулося перше у Вільне з часів М. Н. Муравьева театральна вистава польською мовою. У тому ж році тут же була поставлена литовська трагедія Марцелінаса Шикшніса «Князь Піллен». У 1918—1919 роках в ратуші ставилися спектаклі литовського «Летючого театру» (Skrajojamasis teatras) режисера Юозаса Вайчкуса, потім тут діяв польський театр, спочатку солдатський, з 1922 року — як народний театр.

### Музей
У 1924 році, за іншими даними в 1925 році, театр був закритий міською владою через загрозу пожежі. Тоді ж були прибрані зовнішні залізні сходи в портику. При реставрації в міжвоєнні роки (1936—1939) за проектом архітектора Стефана Нарембського будівлі була повернена первинна зовнішність (роботи не були до кінця завершені через війну, що почалася). Нові парадні мармурові сходи органічно доповнили твір Стуоки-гуцявічюса. У будівлі, що реставрується, проходили репрезентативні церемонії магістрату, два зали було призначено для експозиції міського музею. Після передачі Вільно Литві в 1940 році тут був відкритий Вільнюський міський музей, реорганізований в 1941 році. Після Другої світової війни (з 1944 року) в будівлі ратуші знаходився художній музей. Постійна експозиція знайомила з образотворчим мистецтвом Литви 1906—1940 років.

### Вільнюська ратуша
У 1995 році експозиція Художнього музею була переміщена в інші приміщення Національного художнього музею Литви, а в будівлі ратуші влаштувався Палац працівників мистецтв, палац, що займав перед цим, на площі Даукантаса, який став резиденцією президента Литви.
У 1999 році в будівлі Ратуші почала працювати бюджетна установа Vilniaus rotušė; («Вільнюська ратуша»), у 2001 році реорганізоване до суспільної установи. У будівлі ратуші проходять урочисті засідання, святкування державних свят, церемонії вручень різних нагород і премій Вільнюського самоврядування, прийоми делегацій, презентації видань, виставки, бали, концерти, семінари і конференції.

## Архітектура
Монументальність двоповерховій, квадратній в плані будівлі, порівняно не високій, додають строгі пропорції і симетричність класичних форм. Головний фасад, звернений до трикутної довгастої Ратушної площі і ськомпонованний по її осі, прикрашений урочистим, сильно виступаючим портиком з шістьма колонами дорічеського ордера і невисоким трикутним фронтоном.
Зліва від головного входу розміщується центр туристичної інформації.
Внутрішні приміщення на першому поверсі розташовані навколо просторого вестибюля (первинне просторе приміщення для міських вагів, куди вели в'їзди; нині фоє першого поверху площею 277 м²) і широких центральних сходів, прикрашених іонічними колонами. На другому поверсі поміщалися головний парадний зал і анфілада навколо нього, купецький зал і зал магістрату.
Декор внутрішніх приміщень, прикрашених барельєфами і колонами, багатше і різноманітніше, ніж зовнішній вид будівлі. Головний зал (нині Великий, або Колонний, зал площею 336 м²) славився хорошою акустикою. На другому поверсі знаходяться Камерний зал площею 109 м², Сірий зал площею 95 м² і репрезентативна вітальня мера. З південного боку будівлі знаходиться вхід в кафе «Freskos». Деталі його інтер'єру нагадують від минулому театру у Вільнюсі. Фрески, що збереглися, відносяться до епохи Лаурінаса Стуоки-гуцявічюса.